# 預懷惡意
預懷惡意（英語：malice aforethought）指部分司法管轄區中作為構成一些刑事罪行的元素的預謀及預定，以及少數司法管轄區中構成一級謀殺及嚴重謀殺的元素的預謀及預定。
該術語英文直譯自法文。